# Icterus gularis
El turpial de Altamira (Icterus gularis), también conocido como bolsero de Altamira, chorcha de Altamira o toche, es una especie de ave paseriforme de la familia Icteridae, nativo de  América Central, México y el sur de los Estados Unidos. Se distinguen seis subespecies.

## Distribución y hábitat
Es nativo de Nicaragua, Costa Rica, Honduras,  El Salvador, Guatemala, Belice, México y el sur de los Estados Unidos. 
Su hábitat natural se compone de bosque subtropical y tropical, sabanas, praderas y matorrales.

## Subespecies
Se reconocen las siguientes subespecies, incluyendo la subespecie tipo.:
- Icterus gularis flavescens A. R. Phillips, 1966
- Icterus gularis gigas Griscom, 1930
- Icterus gularis gularis (Wagler, 1829)
- Icterus gularis tamaulipensis Ridgway, 1901
- Icterus gularis troglodytes Griscom, 1930
- Icterus gularis yucatanensis Berlepsch, 1888